# Troll dans la fantasy et les jeux de rôle
 (février 2013).
Si vous disposez d'ouvrages ou d'articles de référence ou si vous connaissez des sites web de qualité traitant du thème abordé ici, merci de compléter l'article en donnant les références utiles à sa vérifiabilité et en les liant à la section « Notes et références ».

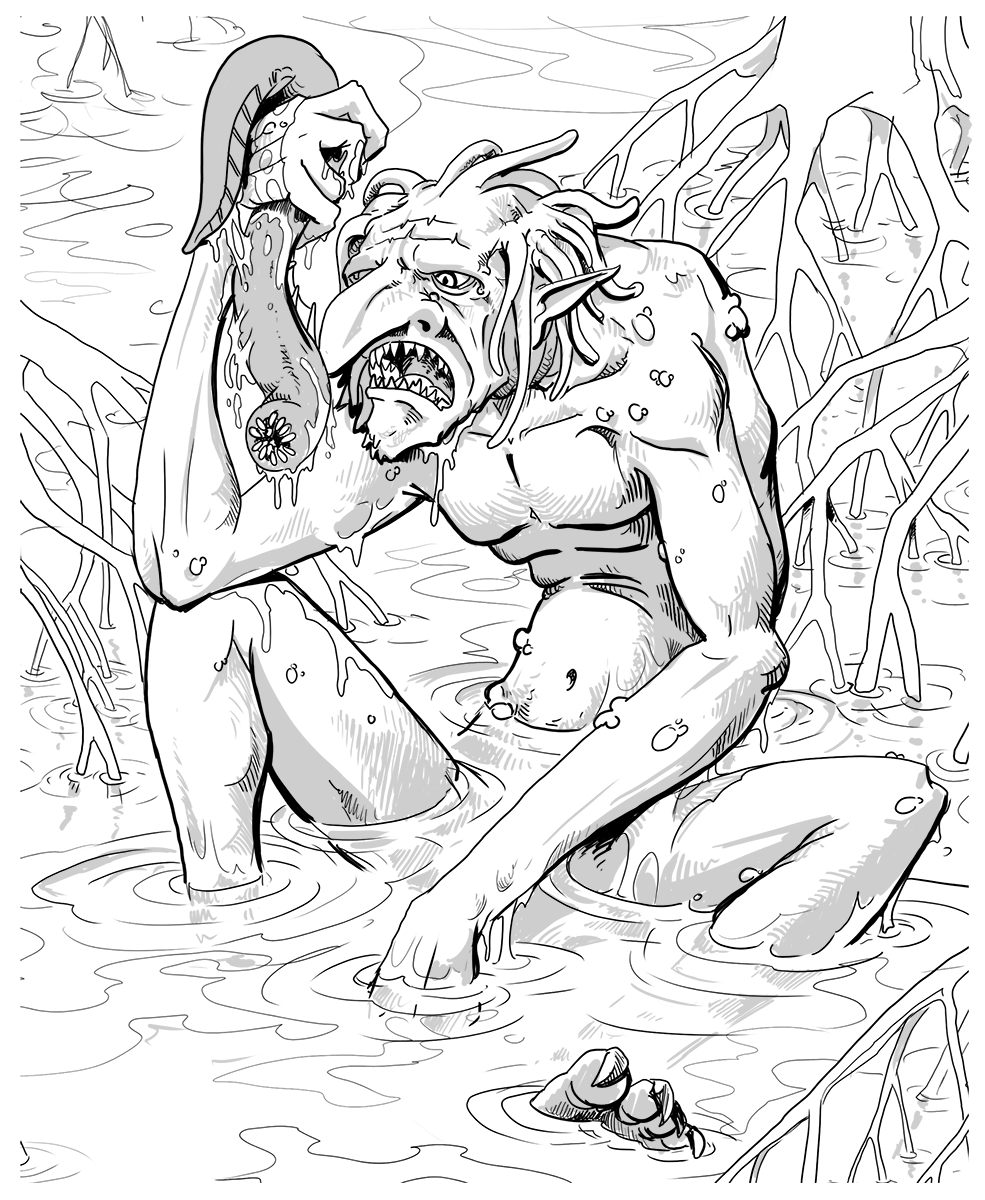
Un troll dans le jeu de rôle Donjons et Dragons.

Le troll est un personnage ou un monstre dans de nombreux romans de fantasy et jeux de rôle.

### Dans l'œuvre de Terry Pratchett : Le Disque-monde

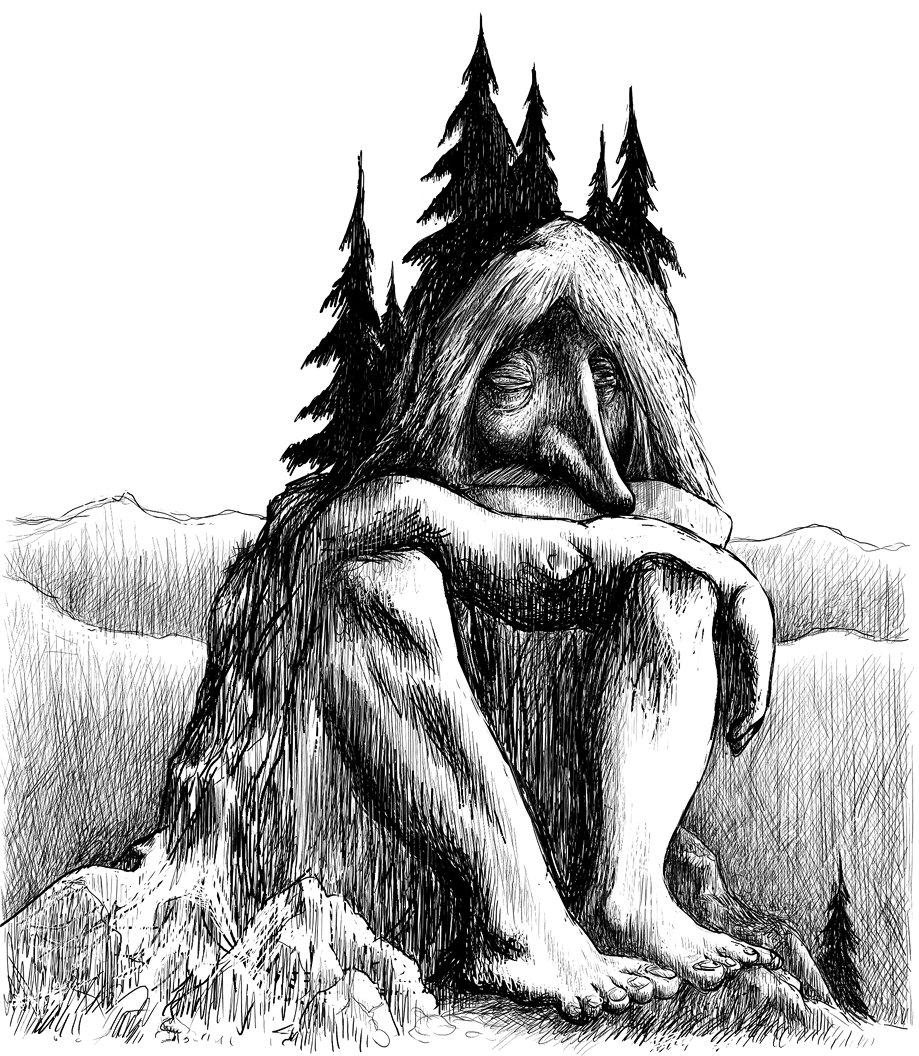
Un troll devenant une montagne.

## Dans les jeux de rôle

### Donjons et Dragons
Dans le jeu de rôle Donjons et Dragons, les trolls sont des géants solitaires à l'appétit insatiable.
Ces créatures presque deux fois plus grandes qu'un homme sont pourvues de longs bras griffus qui pendent presque jusqu'à terre. Leur tête est aplatie et leur long nez pend en forme de carotte.
Inspirées par Trois cœurs, trois lions (1961), roman de fantasy de Poul Anderson, leurs capacités de régénération hors du commun leur permettent de se remettre en quelques instants de n'importe quelle blessure à l'exception de celles dues aux flammes et aux acides, qui sont les seules armes conventionnelles capables de les vaincre définitivement. 
Les membres tranchés d'un troll repoussent en quelques heures ou en quelques secondes si les membres sont remis en contact. Sinon, un troll « pousse » sur le membre coupé et le membre repousse sur le troll original. Ce sont généralement des batailles qui permettent la prolifération des trolls.

### Warhammer
Dans Warhammer Battle, le jeu de batailles rangées entre des armées de figurines, et Warhammer le jeu de rôle fantastique, les trolls sont des créatures stupides de trois mètres de haut, capables de vomir de l'acide et douées de capacités de régénération (seuls le feu ou un coup causant une mort instantanée peuvent les tuer). Ils vivent dans le bien nommé Pays des Trolls, une région située au sud des Désolations nordiques et qui empiète sur Kislev.
Ceux du sud de cette région se divisent en trois espèces ; les trolls, les trolls de pierre et les trolls d'eau. Ils ont tendance à suivre les campagnes guerrières des orques et gobelins sans trop comprendre ce qu'ils font.
Ceux vivant au nord du Pays des Trolls « souffrent » de mutations. Ces « trolls du Chaos » suivent instinctivement les seigneurs du Chaos et les champions hommes-bêtes par instinct, peut-être simplement en raison des cadavres qu'ils laissent derrière eux.

### Glorantha
L'univers de Glorantha, pour lequel ont essentiellement été créés les jeux de rôle RuneQuest, Hero Wars et HeroQuest, donne aux Trolls une place presque égale à celle des hommes. Toutes les informations qui suivent viennent du supplément Trolls qui décrit leur culture.
Grands (2,30 m à 3 m), forts, pourvus d'une peau épaisse et de mâchoires de prédateurs, se fiant plus à leur sonar qu'à leur vue, les Uz (c'est le nom qu'ils se donnent) sont le Peuple des Ténèbres. Ils ne se régénèrent pas, mais peu de choses les menacent.
C'est un peuple puissant et noble, qui compta de nombreux héros. Lorsque Greg Stafford conta l'épopée de Snodal, il y inclut un Troll, Jem, qui détruisit une armée entière à lui seul. Chassés par le Soleil lorsque ce dernier mourut et descendit pour la première fois dans le Monde Inférieur, ils montèrent à la surface du monde et y conquirent de vastes territoires, avant de se retirer en quelques fiefs lors de l'Aurore. Au cinquième siècle après l'Aurore, un chevalier humain nommé Arkat choisit de devenir troll pour défaire ses ennemis : lui et ses compagnons établirent un empire troll, l'Autarchie d'Arkat, qui couvrit une vaste région peuplée d'humains, et dont certains souhaitent le retour. Arkat enseigna aux trolls la sorcellerie, magie naturelle de son peuple.
Malheureusement, les Uz ont été maudits par Gbaji le Menteur, un dieu fourbe. Depuis, neuf jeunes trolls sur dix sont atteints de nanisme et de débilité relative. Certains sont rusés et habiles, mais la plupart restent esclaves ou servent de repas à leurs grands frères. La race originelle semi-divine, celle des Uzuz, est rarissime ; les trolls communs, ou Uzkos, forment le gros du peuple, au-dessus des trolliniens avortons. Une tentative de guérison a donné les Uzdos, ou trolls géants, des titans idiots qui servent de portefaix. Certains Uzkos de Pamaltela vivent dans la forêt et la défendent au lieu de la dévorer, ce sont les Trolls des jungles ; et quelques-uns vivent sur le glacier de Valind, ce sont les Uzhim ou trolls des neiges. Une dernière race, les Trolls des mers, vit dans les profondeurs marines. Plusieurs races de Trolls ont existé qui sont à présent éteintes, comme des Trolls géants, des Trolls à défenses hypertrophiées, etc.
La culture et la religion trolles sont extrêmement riches. Ce peuple a des pouvoirs que les autres races n'imaginent même pas. Ses plus grands dieux sont Kyger Litor, leur mère ; Karrg, son fils et son vice-roi ; Zorak Zoran, leur dieu de la guerre berserk ; Xiola Umbar, sa sœur guérisseuse ; et Argan Argar, le marchand. Ils adorent bien d'autres dieux des ténèbres, et aussi de nombreux esprits. Il ne faut pas commettre l'erreur d'assimiler ce panthéon à des dieux du Mal, il est aussi diversifié que ses équivalents humains.
La société Uz est matriarcale et polyandre. Les prêtresses et les mères qui ont su mettre au monde des Uzkos ont tous les pouvoirs au nom de Kyger Litor, et les délèguent si elles le souhaitent aux mâles initiés de Karrg ou des autres dieux. Les mâles se battent, chassent, pêchent, commercent, travaillent le plomb, élèvent des insectes géants (leur bétail), pour subvenir aux besoins des femelles qui ont chacune plusieurs maris soumis. Ils vont jusqu'à se soumettre à un rituel magique qui leur fait endurer les douleurs de la grossesse et de l'accouchement, plutôt que de laisser souffrir les femelles. Bien que celles-ci n'allaitent pas les trolliniens, elles ont plusieurs paires de tétons, souvenir du temps où les naissances multiples d'Uzkos étaient la norme. La seule façon pour un mâle de ne pas obéir à une femelle est de se faire brigand ou chef de guerre et de ne jamais rentrer chez lui.
Les villes des Trolls sont des taudis, que ce soit en surface ou dans les cavernes, mais ils n'en ont cure. Leur art s'exprime dans la métallurgie du plomb (le métal des ténèbres) et dans leurs objets de culte. Ils détestent le feu (bien qu'ils ne le craignent pas) et se servent de magie pour amollir le métal ; seuls les forgerons de Zorak Zoran usent de flammes, car leur maître a jadis défait différents dieux du Feu, dont Yelmalio, à qui il a volé le secret de la chaleur.
Un homme peut devenir troll en suivant l'un ou l'autre de deux rituels très délicats. Le premier consiste à se laisser dévorer par une femelle trolle pour renaître Uzko : c'est la voie que choisit Arkat le héros pour lui-même et ses compagnons. Le second exige de se laisser démembrer, recoudre et enterrer par les adeptes de Zorak Zoran : si l'humain est valeureux, il ressuscitera en tant qu'Uzko.
Les Arkatis du pays d'Héort et des cités-États de Ralios sont une organisation secrète de Trolls et d'humains vouée à ressusciter l'Autarchie d'Arkat. Ils apprennent la sorcellerie. Les humains, bien que nombreux, sont les serviteurs des Trolls au sein de la secte.

### Earthdawn
Les Trolls du  jeu de rôle Earthdawn sont une des races nées des Hommes nains sous l'influence de la magie noire. Ils font partie de la civilisation des Donneurs-de-Noms et sont présents partout, y compris hors de Barsaive. Nombre d'entre eux vivent au sein de mottes, sorte de communautés trolles dans les hautes montagnes, habitat qui correspond à leur culture qui recherche les milieux les plus hostiles pour s'y confronter. Les trolls pirates des airs (les Skyraiders) qui écument le pays à bord de leurs navires volants sont l'image la plus connue du troll pour les autres Donneurs-de-Noms.
Grands, couverts de plaques osseuses, cornus, ils ont souvent des cheveux tressés en nattes épaisses. Leurs canines dépassent en défenses proéminentes. Ils ont les traits et la voix durs et rugueux, les bras longs. Ils sont très sanguins, voire susceptibles.

### Shadowrun
Dans le jeu de rôle Shadowrun, univers mêlant cyberpunk et fantasy, les trolls sont des « métahumains » issus du phénomène de gobelinisation (apparition des races orques et trolles chez les humains à la suite du retour de la magie, vers 2015).
Plus grands et plus robustes que la moyenne (2,50 m à 3,20 m), ils sont malgré tout souvent fragiles vis-à-vis de certaines pathologies ou de certains sorts. Ils possèdent des crocs et (éventuellement) des cornes (symétriques ou asymétriques). Des dépôts dermaux calcifiés ressemblant à de larges verrues parsèment leur corps et leur permettent de mieux résister aux chocs ou attaques à mains nues. Ils ont une durée de vie moyenne d'environ 50 ans. En plus d'une vision thermographique naturelle, ils sont prisés pour leur impulsivité et leur esprit d'équipe, qui en font des combattants redoutables autant que des leaders pour les bandes de Shadowrunners.